# Tacuja Šidži
Tacuja Šidži (* 20. říjen 1938) je bývalý japonský fotbalista.

## Reprezentační kariéra
Tacuja Šidži odehrál za japonský národní tým v roce 1961 celkem 1 reprezentační utkání.

## Statistiky
| Japonsko | Japonsko | Japonsko |
| Roky     | Záp.     | Góly     |
| -------- | -------- | -------- |
| 1961     | 1        | 1        |
| Celkem   | 1        | 1        |